# Вільнодумство
Вільноду́мство, вільноду́мання (англ. freethinking) — течія суспільної думки, що відкидає релігійні заборони на раціональне осмислення догматів віри і відстоює волю розуму в пошуках істини; різноманітні форми критичного ставлення до релігії, як з позицій різних суспільних практик (наука, філософія), так і в межах певної релігійної традиції (критика окремих ідей, догматів, обрядів тощо). 
Історично виявлялось у різних формах: як релігійний скептицизм, антиклерикалізм, деїзм, пантеїзм, атеїзм, богоборство, єресь, інакомислення. Могло нести різну ціннісну орієнтацією (від гуманізму до нігілізму), проявлялося на різних рівнях (стихійному, буденному та теоретичному).

## Історія
Термін «вільнодумство» запровадив в XVIII ст. після публікації трактату англійський деїст Джон Е. Коллінз «Роздуми про вільнодумство» (1713) (англ. «A Discourse of Freethinking, occasioned by the Rise and Growth of a Sect called Freethinkers») як альтернатива релігійній нетерпимості, церковному авторитаризму та догматизму, опозиція всьому віджилому, консервативному. Філософ стверджував, що вільнодумство — право, яке не може і не повинно бути обмежене, оскільки є правдивим засобом досягнення істини, сприяє благополуччю суспільства.
У XIX столітті концепції вільнодумства поширилися в Європі та Північній Америці. У 1881 році у Великій Британії був заснований журнал The Freethinker (укр. Вільнодумний).

## Характеристика
Упродовж усього культурно-історичного розвитку людства поряд із міфологічними, релігійними, філософськими уявленнями існували також і різні форми їх критичного сприйняття.
Вільнодумство як частина світогляду, що стверджує незалежність людини від релігії та церкви, є елементом не лише індивідуальної, а й суспільної свідомості.
Сучасне вільнодумство доволі успішно інкорпорується у поліконфесійну дійсність. Виникають нові релігії, нові релігійні рухи та відповідні їм форми вільнодумства, що віддзеркалюють можливості, гнучкість і право розуму на критичні, толерантні рефлексії релігійних феноменів.

## Організації
- В 1880 засновано «Всесвітню спілку вільнодумців»[4],
- в 1952 «Міжнародний гуманістичний і етичний союз».

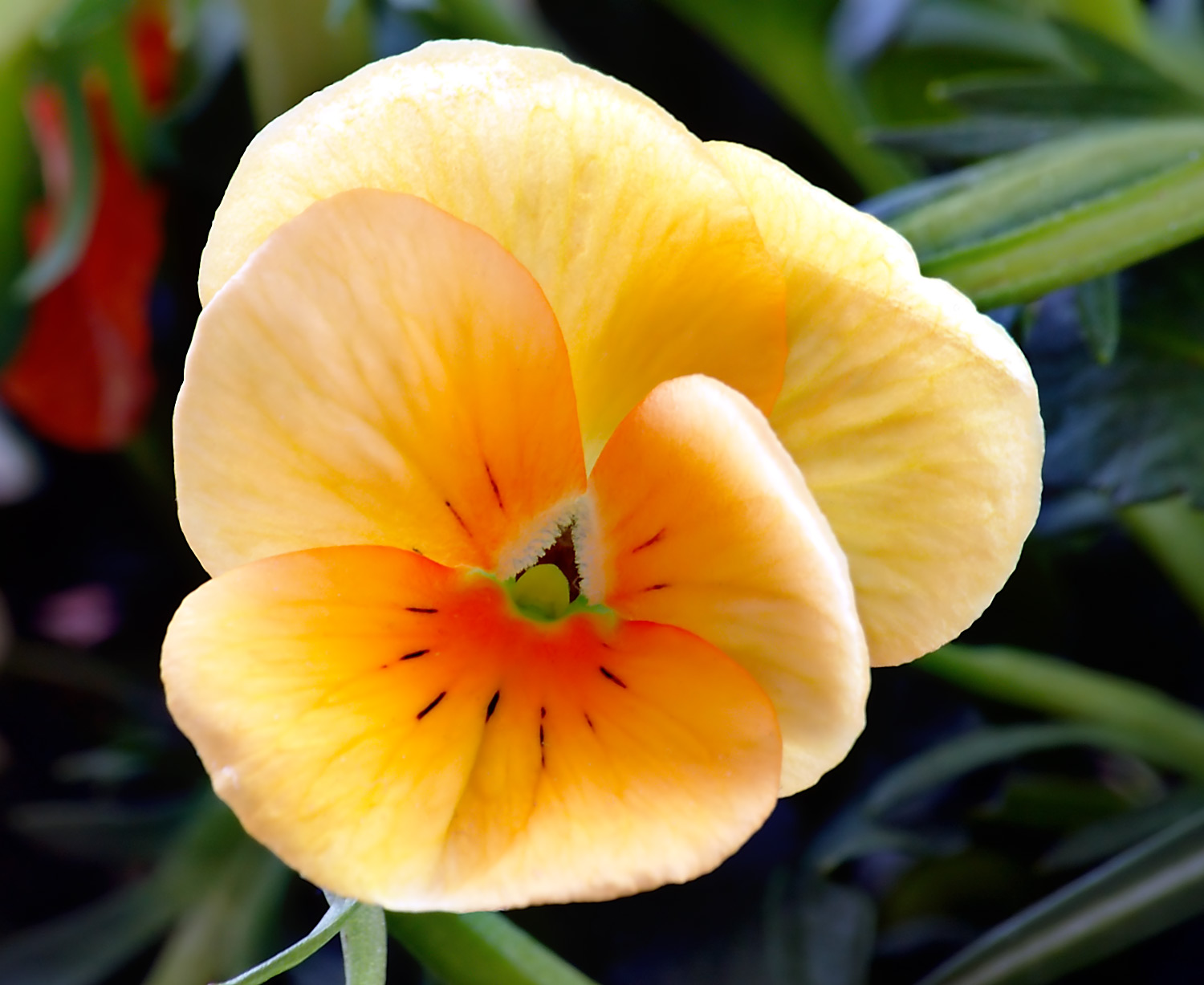
фіалка Віттрока

## Цікаві факти
Садові братки (фіалка Віттрока) вважається символом вільнодумства.